# Richard Wiesner mladší

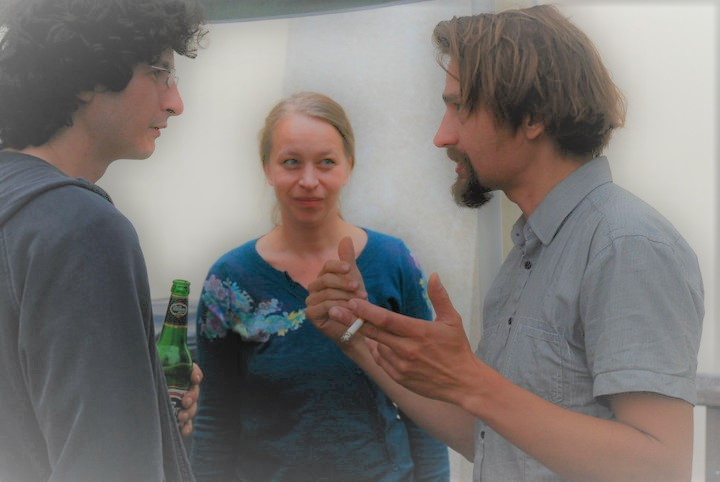
Richard Wiesner při debatě s jeho přítelem a partnerkou Kateřinou Fojtíkovou

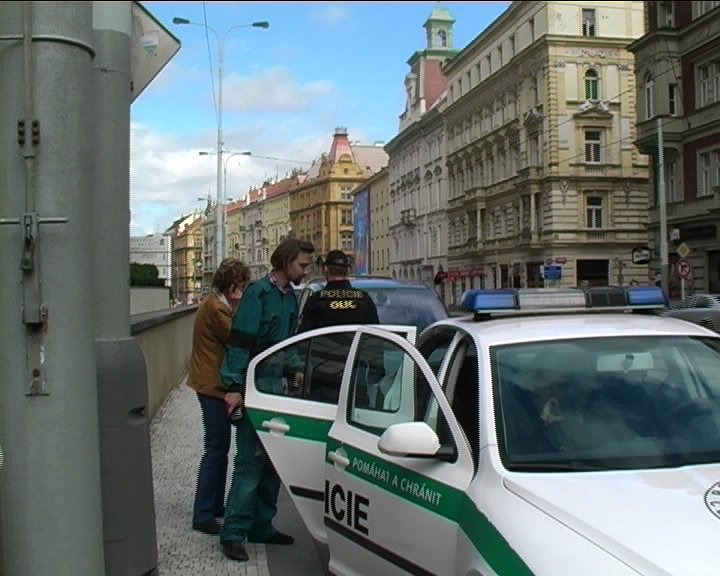
Restaurování nápisu Národní galerie na budově Národní galerie v Praze, bylo především uměleckým aktem a snahou upozornit veřejnost na špatné vedení Národní galerie v Praze. Zároveň se také jednalo o poměrně hrdinský čin, neboť Richard Wiesner byl na místě zatčen.

Richard Wiesner mladší (* 11. června 1976, Praha) je český konceptuální umělec.

## Životopis
Richard Wiesner je synem Anny Marie Wiesnerové a známého českého choreografa Daniela Wiesnera. Jeho starší bratr Filip Wiesner pracuje v divadle Dlouhá. Richard Wiesner úspěšně zakončil magisterské studium na Vysoké škole uměleckoprumyslové v Praze v roce 2002, obor konceptuální a intermediální, u prof. A. Matasové. Jeho tvorba je zaměřena především na institucionální kritiku, nebo angažované umění. Své umění častokrát intervenuje do veřejného prostoru. Velmi typické je pro jeho tvorbu reinkarnování předmětů, se zajímavým příběhem a dání jim nové podoby.

## 281m

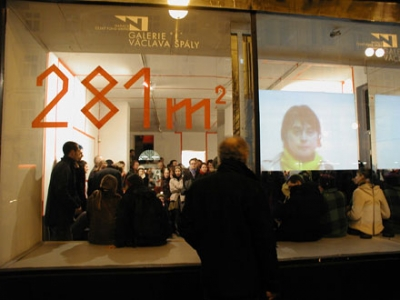
281m

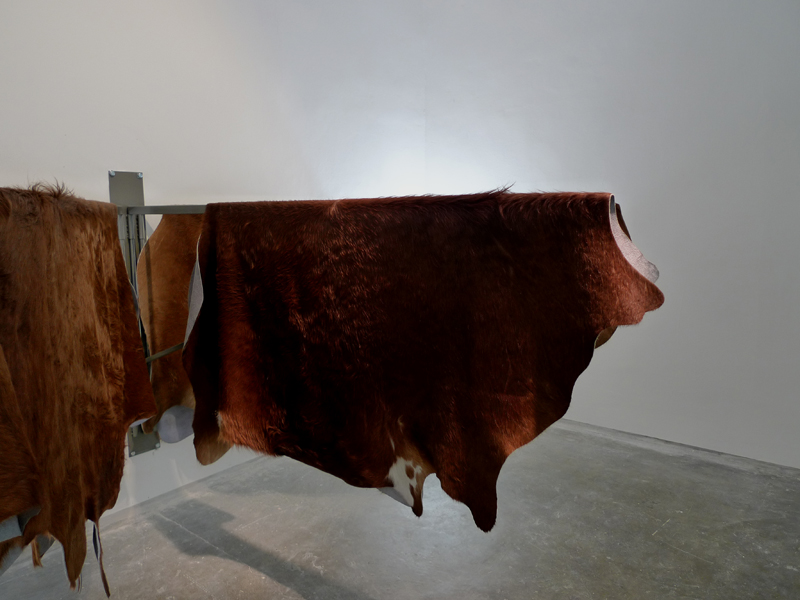
pastva – Richard Wiesner

Instalace byla vytvořena roku 2002. instalaci připravila Kateřina Fojtiková, Aneta Mona Chisa, Tamara Moyzes, Radim Labuda, a Kateřina Zavodová „… systém, kterým prochází umělecké dílo, musí být prozkoumán…“ Brian O´Doherty, Inside the White Cube – Ideologie prostoru galerie. Projekt 281 m² připravený studenty Akademie výtvarných umění a Akademie umění, architektury a designu se netýká pouze Galerie Václava Špály, ale všech základních situací a postupů, kterými je umění prezentováno veřejnosti.

## Eine erholungsrise
Otevřená instalace reagující na zesilující tendence extremistických skupin, problematické vypořádání se s nacismem a jeho ideologií. Poukazuje na hlavní hrozbu – naplnění jeho vizí a fascinaci nadčasovostí a technologickou vyspělostí

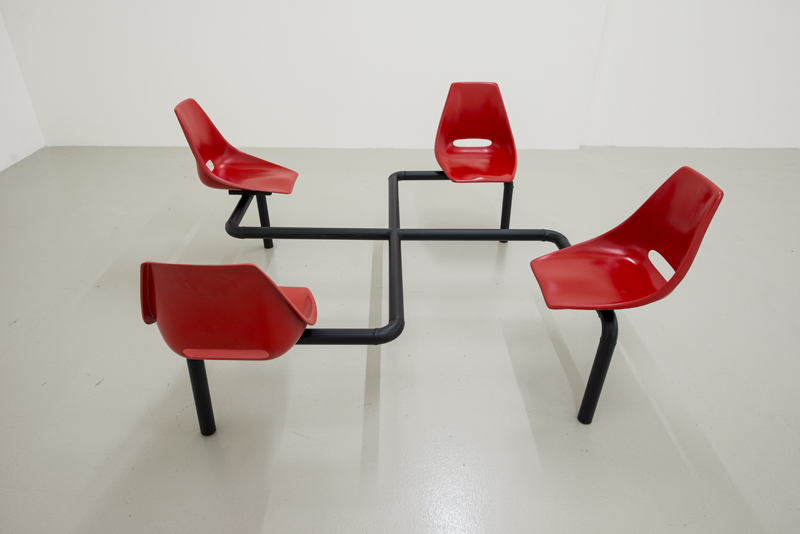
Eine erholugsrise

## Champignon
Projekt spočíval v rozmístění chorošů, do kterých byl implantován neodymový magnet, na místa, kde by se jinak nikdy nemohli vyskytovat (pouliční lampy, auta, cedule,vrata od garáže apod. Na obrázku můžete vidět jednu z veřejných instalací Richarda Wiesnera, kdy v rámci projektu Champignon instaloval magnetické choroše např. na sloup před pobočkou Raiffeisen

## 28
Tento projekt s trefným názvem "28“ putoval v posledních letech po zemích Evropské unie. Na každé zastávce bylo dílo vystavováno na úctyhodných místech buď ve veřejných prostorech, nebo na uměleckých festivalech. Nejen milovníci moderního umění v Belgii, Velké británii, Francii, nebo Maďarsku se tak mohli seznámit s instalací představující seskupení členských států, jež jsou zde představovány v podobě státních hymen. Díky překladům je možné se seznámit s obsahem hymen našich sousedů, jejichž obsah málokdo zná.

## Ukázka nejnovější tvorby

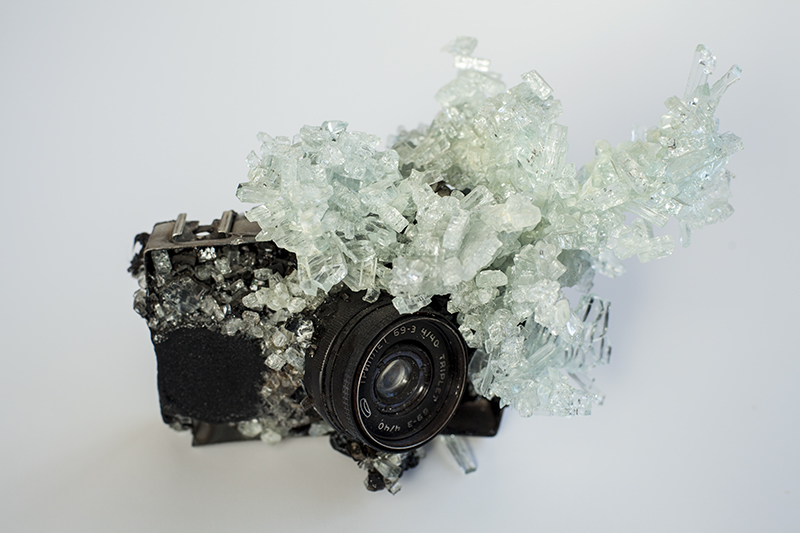
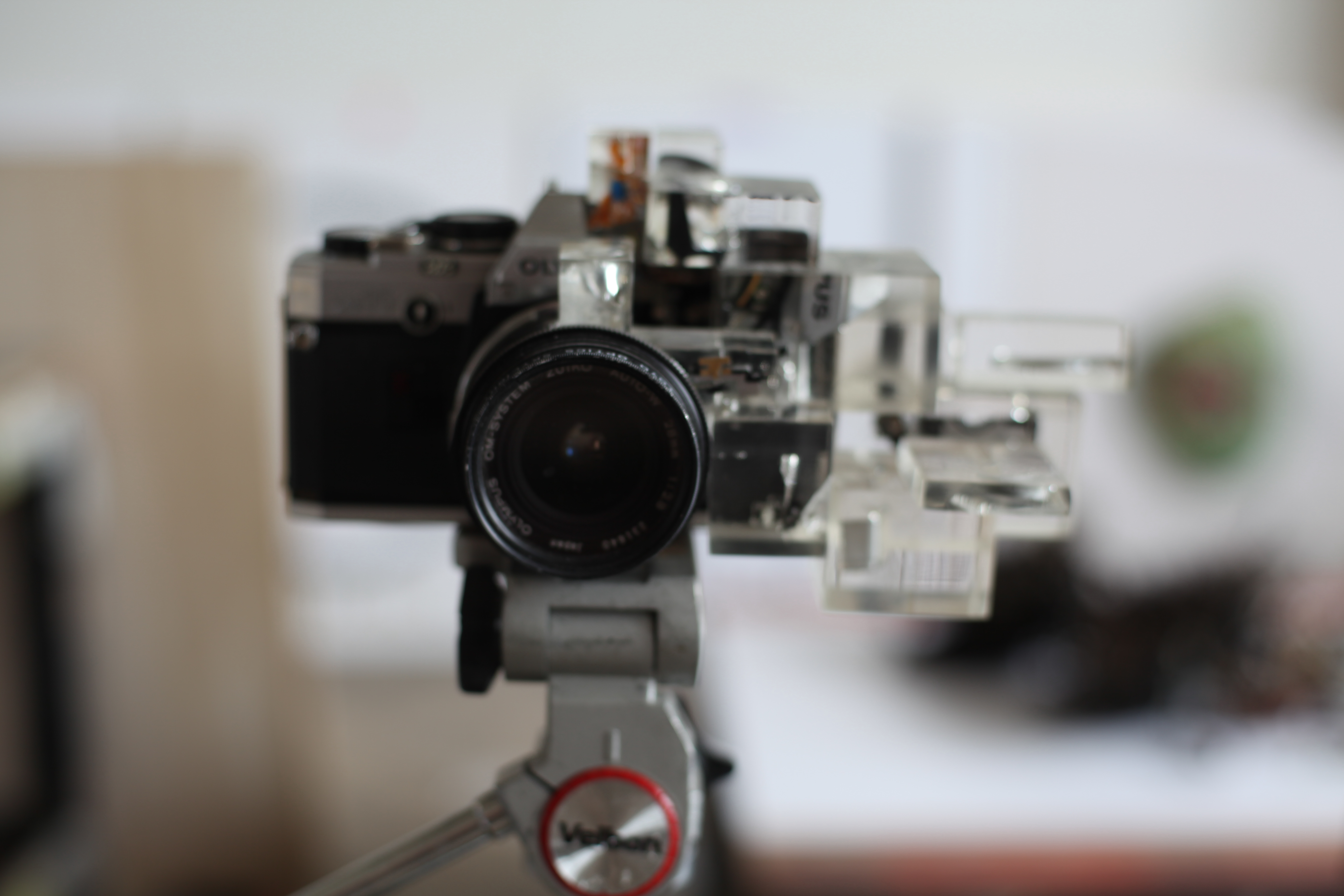
Richard Wiesner
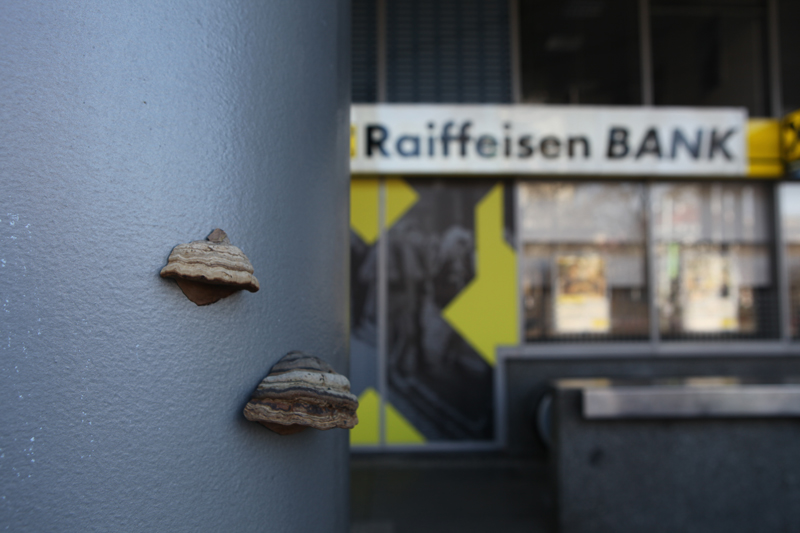
Choroš Richard Wiesner